# Berlin (Connecticut)
Berlin è un comune di 19.590 abitanti e con una densità di 280,26 ab./km² degli Stati Uniti d'America, situato nella Contea di Hartford nello Stato del Connecticut.